# 5046 Carletonmoore
Az 5046 Carletonmoore (ideiglenes jelöléssel 1981 DQ) a Naprendszer kisbolygóövében található aszteroida. Schelte J. Bus fedezte fel 1981. február 28-án.